# Simulium tricrenum
Simulium tricrenum es una especie de insecto del género Simulium, familia Simuliidae, orden Diptera.

## Distribución
Se distribuye por Escandinavia.

## Taxonomía
Fue descrita científicamente por Rubtsov & Carlsson, 1965.